# XVIII конференція ВКП(б)
XVIII всесоюзна конференція Всесоюзної комуністичної партії (більшовиків) — відбувалася в Москві з 15 лютого по 20 лютого 1941 року.

## Конференція
Відкрилася в Москві 15 лютого 1941 року. На відкритті з промовою виступив Йосип Сталін.
Брало участь 456 делегатів з вирішальним і 138 з дорадчим голосом, які представляли 3 876 885 членів і кандидатів в члени партії.

## Порядок денний
- Про завдання партійної організацій в області промисловості і транспорту (доповідач Георгій Максиміліанович Маленков);
- Господарські підсумки 1940 і план розвитку народного господарства СРСР на 1941 (доповідач Микола Олексійович Вознесенський);
- Організаційні питання.

## Історія
Конференція працювала в умовах складної міжнародної обстановки, створеної початком Другою світовою війною.
У центрі роботи конференції були питання подальшого інтенсивного розвитку індустрії, в першу чергу галузей оборонного значення. У доповідях відзначалися успіхи трьох років 3-ї п'ятирічки, були розкриті недоліки, які заважали швидшому підйому промисловості. Конференція зажадала «рішуче повернути увагу партійних організацій в сторону максимальної турботи про потреби та інтереси промисловості і транспорту». Були розроблені заходи зі зміцнення партійного керівництва промисловістю і транспортом. Конференція зобов'язала партійні організації звертати більше уваги на кваліфіковане комплектування та використання керівних і інженерно-технічних кадрів, сміливіше висувати ініціативних фахівців на керівні пости; зажадала приділяти особливу увагу питанням впровадження нової техніки, зміцнення трудової дисципліни, суворого і послідовного проведення принципу матеріального заохочення кращих працівників в промисловості і на транспорті. Конференція поставила перед партією конкретні господарсько-політичні завдання: забезпечити постійний контроль над роботою підприємств і виконання ними партійних директив; налагодити ритмічну роботу підприємств і своєчасне виконання ними виробничих планів; домогтися дотримання найсуворішої дисципліни в технологічному процесі, удосконалювати і освоювати нову техніку; домагатися систематичного поліпшення якості та зниження собівартості продукції, зміцнення госпрозрахунку. Для посилення партійного керівництва в міськкомах, обкомах, крайкомах і ЦК компартій союзних республік був створений інститут секретарів по промисловості і транспорту. Був схвалений план розвитку народного господарства на 1941 рік. Планом передбачався прискорений розвиток вирішальних для оборони галузей народного господарства, створення необхідних державних резервів і мобілізаційних запасів. Зростання промислової продукції в порівнянні з 1940 було намічено збільшити на 17-18 %. Велика увага приділялася зміцненню промислової бази на сході СРСР, яка зіграла важливу роль в ході Німецько-радянської війни.
Конференція внесла зміни у склад Центрального Комітету ВКП(б) і Центральної ревізійної комісії.
- Із членів ЦК ВКП(б) виключені: Анцелович Наум Маркович, Литвинов Максим Максимович, Лихачов Іван Олексійович, Меркулов Федір Олександрович.
- Із кандидатів у члени ЦК ВКП(б) виключені: Антонов Дмитро Іванович, Бірюков Микола Іванович, Вейнберг Гаврило Давидович, Жемчужина Поліна Семенівна, Журавльов Віктор Павлович, Ігнатов Микола Григорович, Іскандеров Авак Богданович, Ковальов Михайло Прокопович, Нєвєжин Микола Іванович, Растьогін Григорій Сергійович, Самохвалов Олександр Іванович, Фекленко Микола Володимирович, Фролков Олексій Андрійович, Шагімарданов Фазил Валіахметович, Ярцев Віктор Володимирович.
- Із членів Центральної Ревізійної Комісії ВКП(б) виключені: Андрієнко Панас Панасович, Волков Олексій Олексійович, Денисенко Василь Михайлович, Квасов Михайло Єгорович, Кісельов Кузьма Венедиктович, Муругов Іван Васильович, Сілкін Григорій Петрович, Скринніков Семен Омелянович, Чубін Яків Абрамович.
- Із членів ЦК ВКП(б) у кандидати в члени ЦК ВКП(б) переведені: Бенедиктов Іван Олександрович, Щаденко Юхим Опанасович.
- Із кандидатів у члени ЦК ВКП(б) в члени ЦК ВКП(б) переведені: Деканозов Володимир Георгійович, Патолічев Микола Семенович, Попов Георгій Михайлович, Пронін Василь Прохорович.
- Із членів Центральної Ревізійної Комісії ВКП(б) в члени ЦК ВКП(б) переведений: Суслов Михайло Андрійович.
- До членів ЦК ВКП(б) дообраний: Куусінен Отто Вільгельмович.
- До кандидатів у члени ЦК ВКП(б) дообрані: Александров Георгій Федорович, Апанасенко Йосип Родіонович, Жуков Георгій Костянтинович, Запорожець Олександр Іванович, Калнберзін Ян Едуардович, Кирпонос Михайло Петрович, Крутиков Олексій Дмитрович, Купріянов Геннадій Миколайович, Майський Іван Михайлович, Носенко Іван Сидорович, Родіонов Михайло Іванович, Сєров Іван Олександрович, Снечкус Антанас Юозович, Сяре Карл Яанович, Тюленєв Іван Володимирович, Черевиченко Яків Тимофійович, Юмашев Іван Степанович.
- До членів Центральної Ревізійної Комісії ВКП(б) дообрані: Бородін Петро Григорович, Бочков Віктор Михайлович, Голиков Пилип Іванович, Грищук Леонід Степанович, Кудінов Михайло Андрійович, Молоков Василь Сергійович, Октябрський Пилип Сергійович, Панюшкін Олександр Семенович, Папанін Іван Дмитрович, Пересипкін Іван Терентійович, Попов Маркіан Михайлович, Трибуц Володимир Пилипович.